# Angyalok menedéke
Az Angyalok menedéke (天使禁猟区; Tensi kinrjóku; Hepburn: Tenshi kinryōku; angol címén Angel Sanctuary) manga- és animesorozat, amely Juki Kaori egyik legismertebb és legnagyobb terjedelmű alkotása. A történet először a Hana to Jume magazinban jelent meg, majd később kötet formájában is kiadták. A mangából egy háromrészes OVA sorozat is készült, ami nagyjából a manga első három kötetének eseményeit foglalja magába.

## Cselekmény

### Előzmények
A kezdetekkor Isten megteremtett az angyalokat, és az embereket. Megteremtette a fizikai világot, a Menny hét síkját és a Pokol hét körét. Az első angyal akit teremtett a nem nélküli, hatszárnyú Adam Kadmon volt. Adam Kadmon véréből született Alexiel és Rosiel, egy ikerpár, egymás ellentétei. Alexiel, az organikus angyal, a nő, a pozitív, az élet, a szépség. Rociel, az anorganikus angyal, a férfi, a negatív, az antiélet, a formátlan. Mindkettőjük három-három szárnyat kapott, ahogy Adam Kadmon hatalmát is osztva örökölték. Alexiel könyörgött Istennek, hogy adjon életet testvérének (addig az csak egy üvegcsőben vegetált). Isten teljesítette a kérését és Alexiel testéből létrehozott egy hasonlóan csodálatos testet Rosiel számára. Isten azonban ezt csak azzal a feltétellel tette meg, hogy Alexiel ne mutasson soha, semmilyen érzelmet testvére iránt. Alexiel ezután elvonult a Menny felső síkjáról az Édenbe, ahol szinte rabságban élt és csak a tudás fájának gyümölcsit ehette. Rosiel tudta, hogy teste egyszer rothadásnak fog indulni és visszatér eredeti állapotába, ezért megkérte nővérét, hogy még mielőtt ez bekövetkezne és végképp elveszítené épp elméjét, ölje meg őt.
Valamikor később Lucifer, Michael bátyja fellázadt Isten ellen. Isten őt, és azokat akik vele lázadtak, a pokolba száműzte és démonokká váltak. A leghatalmasabbak közülük lettek a hét Sátán, a hét halálos bűn megtestesítői és a pokol hét körének urai. Ők voltak Belial (büszkeség), Asmodeus (bujaság), Mammon (kapzsiság), Beelzebub (falánkság), Astartoth (lustaság), Leviathan (irigység), Barbelo (harag). Hogy a Pokol földjét élhetőbbé tegye, Lucifer egyesítette teste egy részét magával a Pokol földjével. Lucifer később visszatért a mennybe, hogy megölje Alexielt, de ehelyett segített neki megszökni édenből. A szöktetés során Lucifert elfogták és lelkét a nanatsushaya no mitama no tsurugi (hétpengéjű lélekkard) nevű kardba zárták és törölték minden emlékét volt életéről.
Alexielnek sikerült a szökés, és megkereste nanatsusayát és azzal láncolta magához, hogy egyszer majd elmondja neki az igazságot, hogy ki is ő valójában. Szövetségre lépett az „evil” néppel (féldémonok, akik a Pokol legfelső körében, Gehennában élnek), akiket az angyalok brutális támadása majdnem teljesen elpusztított.
Mikor Alexiel szembekerül testvérével, Rosiellel, képtelen volt rávenni magát, hogy megölje testvérét. Utolsó csepp erejét arra használta, hogy Rosielt száműzze a Földre. A legyengült Alexielt elfogták. Alexiel a tárgyalásán azt vallotta, hogy azért lázadt Isten ellen mert az jobban szerette testvérét mint őt (kötött az egyezség amit Istennel kötött) Alexielt a legnagyobb büntetéssel sújtották ami csak létezett a Mennyben. Testét egy kristályba zárták, lelkét pedig örökös újjászületésre kárhoztatták a Földön.
A folyamatos újjászületések felügyeletére őrangyalokat jelöltek ki, ezeket azonban nanatsusaya, aki századokon át emberi alakban követte Alexiel inkarnációit, mind megölte.
Eközben a mennyben Isten álomba merült, az uralmat pedig Sevotharte vette át, aki véres kézzel kezdett kormányozni. A Nagy Kerub, a négy elemi erő angyalának egyike, Jibril azonban nyíltan bírálta politikáját, ezért Sevotharte elhatározta, hogy megszabadul tőle. Testét megbénította, lelkét pedig a Földre küldte, hogy ott újjászülessen és közben mint észrevétlen őrangyal felügyelje Alexiel reinkarnációját.

### Ahol a manga kezdődik
Kurai és Arahne, két evil, elrabolja Alexiel kristályba zárt testét, majd leszállnak a Földre, hogy megkeressék azt a személyt akiben lelke újjászületett.
Eközben a Földön egy Mudou Setsuna nevű gimnazista éli nem éppen viszontagságok nélküli életét. Az iskolában többnyire mindenki utálja, szülei elváltak, őt és a húgát, Sarát külön nevelik. Aznap éppen vele kellene találkoznia, de ehelyett inkább összeverekszik egy csapat felsős iskolatársával. Ha barátja, Sakuya nem avatkozik közbe, félholtra verik a fiút. És ha a verés nem lett volna elég, mikor Sara-val összefutnak, még tőle is kap egy kiadós pofont, amiért nem volt ott időben a találkozójukon. Annak viszont komoly oka van, hogy Szecuna megpróbálja elkerülni a húgát, ugyanis mardossa az önvád amiért szerelmes belé.
Mindeközben a városban egy titokzatos videójáték, az „Angyalmenedék” szedi áldozatait. A játék eljut Rurihoz, Sara egyik barátnőjéhez is. Miután elindítja a játékot máris változni kezd a személyisége.
Másnap Setsunát megtámadja Kurai és Arahne akik benne fedezik fel Alexiel lelkét, és így próbálják előcsalogatni annak erejét. Persze Setsuna egy szavukat sem hiszi.
Este, a gyilkos videójáték terjesztője, Katan, akinek egyetlen célja a játékkal az volt, hogy az áldozatok energiáit összegyűjtve kiszabadítsa Rosielt, fekete mágiával megtöri az átkot és visszaadja Rosiel szabadságát, aki azonnal megszállja Ruri testét. Katan könyörög Rosielnek, hogy térjen vele vissza a Mennybe, ahol nagy szükség van rá, de Rosiel testvére, Alexiel megszállottjává válik és addig nem hajlandó elhagyni a Földet amíg fel nem ébresztette Alexiel szunnyadó lelkét Setsunában. Tudattalan szolgájává tesz néhányat azok közül, akik korábban megverték Setsunát, és elraboltatja velük Sarát. Setsuna Sara segítségére siet, Kurai és Arahne távolról figyelik az eseményeket. Mikor Setsunát és Sarát már majdnem megölik Rosiel szolgái, megjelenik Adam Kadmon és elüldözi Rosielt, elpusztítja szolgáit és begyógyítja Setsuna sebeit. Setsuna azonban még ezek után sem akar hinni Kurainak, pontosabban nem akar foglalkozni vele. Az egyetlen amit akar, hogy megvédje Sara-t.
Hazaviszi eszméletlen húgát és miközben ágya mellett virraszt, nem tud tovább ellenállni a Sara iránt érzett szerelemnek és megcsókolja az alvó lányt. Anyjuk éppen ekkor nyit be a szobába és észreveszi, hogy mit tett Setsuna. Setsuna némán tűri anyja szidalmait, hiszen ő is pontosan tudja, hogy milyen helytelen dolgot érez húga iránt. Ekkor Sara kilép a szobából és bevallja, hogy valójában már ébren volt, és hogy ő is akarta és hagyta, hogy Setsuna megcsókolja. Setsuna tudja, hogy ezzel tönkreteheti Sara egész életét, ezért inkább azt hazudja, hogy egyszerűen csak megkívánta, és hogy számára semmit sem jelent. Sara zokogva összeroskad, Setsuna pedig elrohan…

## A manga
A történet először félhavonta a Hana to Jume magazinban jelent meg, majd később a Hakusensha gondozásában kötetek formájában is kiadták. Elsőre húsz A5-ös méretű kötetben 1995 és 2001 között, majd pedig tíz A6-os formátumú tankóbonban 2002. június 14. és 2003. június 13. között.
A cselekmény négy helyszínen zajlik, ennek megfelelően a manga négy nagyobb „színre” osztható fel. Ezek a következők:
- Assiah (a fizikai világ, a Föld) 1–3. kötet és 4. eleje
- Hadész (az alvilág) 4–6. kötet és a 7. eleje
- Gehenna (a pokol/Sheol) 7–10. és a 11. eleje
- Menny (Yetzirah, Briah, Atziluth) 11–20. fejezet

### Japán megjelenések
Tankoubon (A5-ös méret)
| Év   | Cím                  | ISBN kód           |
| ---- | -------------------- | ------------------ |
| 1995 | Tenshi Kinryouku #1  | ISBN 4-592-12441-3 |
| 1995 | Tenshi Kinryouku #2  | ISBN 4-592-12442-1 |
| 1995 | Tenshi Kinryouku #3  | ISBN 4-592-12443-X |
| 1995 | Tenshi Kinryouku #4  | ISBN 4-592-12840-0 |
| 1996 | Tenshi Kinryouku #5  | ISBN 4-592-12841-9 |
| 1996 | Tenshi Kinryouku #6  | ISBN 4-592-12842-7 |
| 1997 | Tenshi Kinryouku #7  | ISBN 4-592-12843-5 |
| 1997 | Tenshi Kinryouku #8  | ISBN 4-592-12844-3 |
| 1997 | Tenshi Kinryouku #9  | ISBN 4-592-12845-1 |
| 1998 | Tenshi Kinryouku #10 | ISBN 4-592-12846-X |
| 1998 | Tenshi Kinryouku #11 | ISBN 4-592-12847-8 |
| 1998 | Tenshi Kinryouku #12 | ISBN 4-592-12848-6 |
| 1998 | Tenshi Kinryouku #13 | ISBN 4-592-12849-4 |
| 1999 | Tenshi Kinryouku #14 | ISBN 4-592-12850-8 |
| 1999 | Tenshi Kinryouku #15 | ISBN 4-592-12851-6 |
| 2000 | Tenshi Kinryouku #16 | ISBN 4-592-17666-9 |
| 2000 | Tenshi Kinryouku #17 | ISBN 4-592-17667-7 |
| 2000 | Tenshi Kinryouku #18 | ISBN 4-592-17668-5 |
| 2000 | Tenshi Kinryouku #19 | ISBN 4-592-17669-3 |
| 2001 | Tenshi Kinryouku #20 | ISBN 4-592-17670-7 |

Bunkoban (A6-os méret)
| Év   | Cím                  | ISBN kód           |
| ---- | -------------------- | ------------------ |
| 2002 | Tenshi Kinryouku #1  | ISBN 4-592-88491-4 |
| 2002 | Tenshi Kinryouku #2  | ISBN 4-592-88492-2 |
| 2002 | Tenshi Kinryouku #3  | ISBN 4-592-88493-0 |
| 2002 | Tenshi Kinryouku #4  | ISBN 4-592-88494-9 |
| 2002 | Tenshi Kinryouku #5  | ISBN 4-592-88495-7 |
| 2003 | Tenshi Kinryouku #6  | ISBN 4-592-88496-5 |
| 2003 | Tenshi Kinryouku #7  | ISBN 4-592-88497-3 |
| 2003 | Tenshi Kinryouku #8  | ISBN 4-592-88498-1 |
| 2003 | Tenshi Kinryouku #9  | ISBN 4-592-88499-X |
| 2003 | Tenshi Kinryouku #10 | ISBN 4-592-88500-7 |

## A Tenshi Kinryouku világa
A Tenshi Kinryouku világa három részre oszlik. Középen Assiah (a Föld) helyezkedik el, fölötte a Menny hét síkja, alatta pedig a Pokol hét köre.

### A Menny hét síkja
A Menny (天界) hét síkra vagy héjra oszlik. Mióta Isten álomba merült, helyette a Nagy Tanács, és annak feje, Metatron uralkodik. A valódi hatalmat azonban a kiskorú Metatron "pártfogója", a nemrég megválasztott miniszterelnök Sevothtarte birtokolja.
A Formálás Világa, Yetzirah (形成界), mely az alsó öt síkot foglalja magában (Shamayin, Raqia, Shehaqim, Machono, Mathey).
1. Shamayin a legalsó sík mely Jibril uralma alá tartozik.
2. Raqia a második sík, mely felett Raphael uralkodik.
3. Shehaqim a harmadik sík, mely Anael felügyelete alá tartozi.
4. Machonon a negyedik sík, mely Michael uralma alá tartozik.
5. Mathey az ötödik sík.
6. Briah, a Teremtés Világa, a hatodik sík. Ezt a síkot Zebul (创造界) foglalja magába.
7. Atziluth/Araboth (神性界), a Végtelen Fény Kiáradása, melyen belül található Entemanki (神之塔), Isten Tornya.

### Assiah, a Föld
Assiah (物质界), a Készítés Világa, a mi fizikai valóságunk. Miután Setsuna elvesztette az irányítást az ereje felett és elpusztította egész Tokiót Adam Kadmon visszaforgatta az időt a katasztrófa előttre, és ott megállította azt.

### A Pokol hét köre
Jahannam (地狱), a Pokol két nagyobb részre osztható. Anagura a legfelső kör, melynek lakossága, az evilek csak félig démonok. Az alatta elhelyezkedő hat kör, a Sötétség Birodalma, melynek népessége már valódi démonokból áll. A körök felett a Hét Sátán uralkodik, akik nemcsak a Mennyel de egymással is hatalmi viszályban vannak. A Sötétség Birodalma semleges maradt miközben az angyalok lerohanták Anagurát.
Lucifer eltűnése után a hatalmi viszály felerősödött. A legerősebbnek a Hét Sátán közül Asmodeus bizonyult, akit a teljes hatalom átvételétől csak Belial iránti feltétlen hűsége gátol meg.
1. Anagura földjén található Gehenna (邪鬼族), Kurai királysága. Ez a kör áll a legközelebb a Földhöz, gyakorlatilag annak "tükörképe". A földi események hatással vannak Anagurára is, így például a földi környezetszennyezés megmérgezte Angagura földjét is. Gehenna népe, a féldémon evilek, ellentétben a Pokol többi lakójával nem Lucifert, hanem a Három Sárkányistent imádják. A Gehenna birodalom szinte teljesen megsemmisült, mikor az angyalok megszegve az átmeneti békeegyezményt lerohanták a királyságot, és válogatás nélkül legyilkolták a lakosságot.
2. Gyomor
3. Csend
4. a Halál Kapuja
5. a Halál Árnyékának Kapuja
6. Pusztulás
7. Sheol/Méh a Sötétség Birodalmának központja, a Pokol legmélyebben fekvő köre.

### Hádész
Hádész (星幽界) maga az Alvilág, ahová a holtak lelkei kerülnek. Valószínűleg egy másik dimenzió vagy dimenzión kívüli hely. Itt található az Yggdrasil, amely Uriel otthonául is szolgál mióta önkéntes száműzetésbe vonult a Mennyből. Hádész uralkodója Enra-Ou.

## Szereplők

### Emberek
Mudó Szecuna (無道 刹那; Hepburn: Mudō Setsuna)
Szinkronhangja: Nodzsima Kendzsi  (japán), Scott Cargle (angol)
Alexiel, az Organikus Angyal jelenlegi inkarnációja, azonban nincsenek emléke korábbi életeiről. Mióta tudatosult benne, hogy szerelmes a húgába mardossa az önvád és megpróbálja elkerülni Szarát amennyire csak tudja. Ez a vonzalom anyjának is feltűnt, ezért mikor szülei elváltak Szarát és Szecunát elválasztotta egymástól. Szakuja az egyetlen igazi barátja, aki kicsi kora óta mellette van és akinek kiöntheti a lelkét. Akárcsak Alexiel korábbi emberi inkarnációi, ő is arra kárhoztatott, hogy élete tele legyen szenvedéssel és hogy lassú, fájdalmas halállal haljon meg fiatalon. A kör azonban részben megszakadt amikor Nanacuszaja megölte Alexiel Szecuna előtti inkarnációját, majd véglegesen, mikor húga, Szara feláldozta életét, hogy megmentse Szecunát.
Szecuna önfejű, ami gyakran bajba sodorja, de mindig kiáll azokért akik fontosak a számára.
Mudó Szara (無道 紗羅; Hepburn: Mudō Sara)
Szinkronhangja: Kavaszumi Ajako  (japán), Tara Jayne (angol)
Szecuna húga, aki valójában a Nagy Kerub, Jibril (Gabriel) reinkarnációja. Jibril volt a Víz Angyala a Négy Elemi Erő Angyala közül. Ellenezte Sevotharte miniszterelnöki politikáját, ezért Sevotharte eltávolította a Mennyből. Testét megbénított, lelkét pedig a Földre küldte, hogy ő felügyelje Alexiel inkarnációját. Szara halála után lelke az Alvilágba került, ahonnan Zaphkiel felvitte a Mennybe, hogy tanulmányozza a szokatlanul erős spirituális ereje miatt. Mikor Metatron kihúzza Jibril nyakából azt a tűt, amivel Sevotharte megbénította, Szara lelke Jibril testébe költözik. Később Raphael feltámasztja régi testét.
Szara kedves, ártatlan, és kegyetlenül őszinte.
Kira Szakuja (吉良 朔夜; Hepburn: Kira Sakuya)
Szinkronhangja: Kojaszu Takehito  (japán), Wayne Grayson (angol)
Szecuna gyermekkori barátja. Szakuja hatéves korában autóbalesetet szenvedett édesanyjával, aki azonnal meghalt a balesetben. Őt Nanacuszaja, Alexiel hétpengéjű kardjának lelke mentette meg. Megállapodást kötöttek; Szakuja cserébe, hogy Nanacuszaja átveszi a testét, azt kérte, hogy tanuljon és olvasson sokat, hogy minél többet megtudjon a világról, valamint, hogy gyűlöltesse meg magát apjával, hogyha Nanacuszaja végül elhagyja a testét és ő meghal, apja ne legyen bánatos. Nanacuszaja betartotta az egyezséget, ritkán lehetett könyv nélkül látni, szorgalmasan tanult és mindent elkövetett, hogy apja meggyűlölje. Dohányzott, ivott és kicsapongó életet élt. Szakuját végül Rociel ölte meg.
Kató Jue (加藤 故; Hepburn: Katō Yue)
Szinkronhangja: Ueda Júdzsi  (japán), Tristan Goddard (angol)
Szakuja egyik barátja. Rociel beköltözött a testébe, ezért Szecuna, Alexiel irányítása alatt megölte. Az Alvilágban Enra-Ou az ő segítségével tette próbára Szecunát, hogy megtudja valóban ő a Messiás. Végül összebarátkozik Szecunával és még az életét is feláldozza az Enra-Ou ellen vívott csatában, hogy megmentse Szecunát. Kató lelkének Uriel készít új testet az Yggdrasil fájának rostjaiból. A Menny elleni ostrom során Szecuna oldalán harcol. Lucifer olyan súlyosan megsebesíti, hogy Uriel már nem képes meggyógyítani, ezért teste lassan oszlásnak indul és emlékezete is kezdenek lassan elhalványulni.
Szaiki Ruri (斉木 翠雀; Hepburn: Saiki Ruri)
Szinkronhangja: Nagasima Júko  (japán), Wayne Grayson (angol)
Szara félénk és szégyenlős osztálytársa és legjobb barátnője aki szerelmes Szecunába. Az "Angyalmenedék" videójáték befolyása alá kerül, személyisége kezd megváltozni. Ruri áldozata lesz Katan és Kurai összetűzésének és megvakul. Vakságáért Szarát hibáztatja, amiért Szecuna húgát, és nem őt védte. Elkeseredettségében önként átadja testét Rocienek aki megkísérli megölni Szarát és Szecunát. Ruri végül feláldozza az életét, hogy megmentse Szarát.
Mrs. Mudó
Szecuna és Szara édesanyja. Már Szecuna kiskorában észrevette, hogy Szecuna "más" mint a többi gyerek, mintha állandóan valami titokzatos erő védelmezné fiát. Szigorúan vallásos keresztényként ezt az erőt gonosznak vélte és eltaszította magától Szecunát. Miután elvált férjétől elválasztotta egymástól a testvéreket, Szarát ő nevelte, Szecunát pedig az apja.
Mr. Kira
Szakuja édesapja. Nanacuszaja minden erőfeszítése, hogy Mr. Kira meggyűlölje Szakuját, sikertelen volt, végül bevallja neki, hogy ő valójában nem is a fia, hanem csak egy szörnyeteg ami beléköltözött. Mikor Szecuna elveszíti az irányítást ereje felett és elpusztítja Tokiót, Mr. Kira is halálosan megsérül. Beismeri Szakujának, hogy ő is gyanította, hogy Szakuja "már nem az ő fia", de ennek ellenére nagyon szerette, hiszen csak ők ketten maradtak egymásnak Szakuja édesanyjának halála után.

### Angyalok
Adam Kadmon
Isten egyetlen sikeres kísérlete, hogy egy Seraphitát teremtsen. A hatszárnyú teremtmény, aki először "adott életet" Alexielnek és Rosielnek, megosztva köztük az erejét (valójában Isten alkotta őket Adam Kadmon testéből...). A történet végén az egyetlen dolog, ami maradt belőle, a Feje. A teste ugyanis Alexielé és Rosielé lett, "gonosz" bal szemét pedig elültették, és abból nőtt ki az Élet Fája.
Alexiel – az Organikus Angyal
Szinkronhangja: Orikasza Ai  (japán), Suzy Prue (angol)
Az idősebb az ikrek közül, Rosiel nővére. Egyike volt a két legmagasabb rangú angyalnak a Mennyben, három hófehér szárnnyal. Uriel és Lucifer is beleszerettek, de akit valójában szeretett, ikertestvére, Rosiel volt. Azonban el kellett titkolnia az érzelmeit, mert azzal fenyegették, hogyha kitudódik, Rosielt abban a pillanatban kivégzik.
Lázadásáért Isten ellen büntetése száműzetés volt az Angyalok Kertjébe (Éden), ahol ennie kellett az Élet Fájának gyümölcséből, így átkozott lett (mivel az Élet Fája Adam Kadmonból származott). Itt találkozott először Luciferrel, aki akkor már tudott Isten tervéről, és fellázadt ellene, bosszújának pedig tökéletes eszköze lett volna Alexiel, akit, mint "Isten szeretett leányát", meg akart rontani és megölni. Azonban, miután beszélt vele, meggondolta magát, és elhatározta, hogy segít kijutni neki Édenből.
Szabadulása után Alexiel nyíltan fellázadt Isten ellen, és a démonok oldalán harcolt Nanacuszajával (amiben akkor már Lucifer lelke volt), míg végül a földbe zárta Rosielt, ám ez annyira legyengítette, hogy könnyedén elfogták, és a Legfelsőbb Tanács elé vitték. Hogy Rosielt védje, azt hazudta, hogy Isten iránti szerelme vitte bűnbe. Büntetése ezúttal a teste és a lelke szétválasztása, valamint a lelke megátkozása volt, hogy újra és újra reinkarnálódjon, és élete minden esetben brutális halállal érjen véget.
Alexiel Isten első kísérlete volt, amivel a Seraphita erejét próbálta szétválasztani.
Rosiel – az Anorganikus Angyal
Szinkronhangja: Csiba Szuszumu  (japán), Crispin Freeman (angol)
A fiatalabb iker, Alexiel öccse, három hófehér szárnnyal. Eredetileg bölcs, kedves és jóindulatú volt, de tudta, hogy bármikor elveszítheti a józan eszét, és pusztítóvá válhat. Ezért arra kérte Alexielt, hogy ölje meg, mielőtt ez megtörténik, azonban nővére túlságosan szerette, hogy képes legyen megtenni, ezért inkább a földbe zárta.
Megszállottan szereti a külsejét, mivel mindenki szépnek vallja (kivéve Alexielt). Valójában a megjelenését Alexieléről másolta (emiatt hasonlítanak annyira), önimádatának oka pedig, hogy Alexiellel ellentétben ő vénnek és förtelmesnek született. A teste nem öregszik, épp ellenkezőleg: az idő múlásával egyre fiatalabb lesz.
Leghűségesebb követője Katan, aki tiltott fekete mágiát használt, hogy őt kiszabadítsa. Ekkor azonban Rosiel már őrült volt.
Alexiel szeretete utáni vágyakozásának ellenére tudat alatt beismerte, hogy Katant mindennél és mindenkinél jobban szereti a világon, és egyszer-egyszer ezt ki is mutatta. Amikor végleg megőrült, és véletlenül megölte Katant, hirtelen visszanyerte az eszét, és rádöbbent, mit tett. Ébredése hasonló volt, mint Alexielé Szecuna testében: a Pusztítás Angyala éledt fel benne, de Szecuna (mint Alexiel) meggyőzte, hogy leállítsa tombolását, bevallva neki, hogy Alexiel mindig is egyedül őt szerette. Rosiel hálásan elfogadta ezt, és már csak azt akarta, hogy újra Katannal lehessen.
Alexiel ikreként ő is Isten első kísérlete volt a Seraphita erejének szétválasztására.
Katan – Rosiel leghűbb szövetségese
Szinkronhangja: Miki Sinicsiró  (japán), Jeffrey Gimble (angol)
Eredetileg egy grigori volt, ám Rosiel – még épelméjűként – testet adott neki. Keményen dolgozott, hogy Kerub lehessen, csak azért, hogy újra láthassa Rosielt. Bizonyos értelemben ő Rosiel fia, és mélyen szereti őt.
Abban a hitben szabadította ki Rosielt, hogy visszatér a Mennybe, és elfoglalva régi helyét, véget vet a diktatúrának. Balszerencséjére a terv csődöt mondott, mivel Rosielt csak az érdekelte, hogy Alexiel szeresse őt, és elismerje a szépségét. Kirievel ellentétben Katan nem nézi jó szemmel Rosiel cselekedeteit, de képtelen rávenni magát, hogy elhagyja őt. Úgy véli, már "elkárhozott", amiért annyi emberéletet áldozott fel, hogy felélessze Rosielt, ezért folytatja az utat, amit elkezdett, tekintet nélkül a következményekre.
Rosiel válogatott kegyetlenségei és átgondolt kísérletei ellenére, amikkel arra akarta rávenni, hogy a saját védelme érdekében elhagyja őt, Katan a végsőkig kitart mellette, és őrülete csúcspontján Rosiel megöli őt. Ám végül a szellemeik Rosiel halála után egyesülnek.
Sevotharte – a Menny miniszterelnöke
A Menny miniszterelnökeként Sevotharte uralkodik, amíg Rosiel a földbe van zárva. Miközben azt állítja, Isten nevében cselekszik, valójában arra törekszik, hogy "megtisztítsa" a Mennyet. Ő a Szeráfok Nagyjának, Metatronnak gyámja, akinek ténylegesen kellene a trónon ülnie. Sevothtarte egy rideg, félelmetes diktátor, ismeretlen célokkal. Ráadásul csak a szemei láthatóak, mert fátylat visel, hogy elrejtse az arcát. Hadilábon állt Rosiellel, miután a Szervetlen Angyal visszatért a Mennybe.
Később kiderül, hogy Sevotharte valójában Layla volt álöltözetben (a tiara rejtette el a kereszt alakú heget a homlokán, a fátyol a bukott angyalok bélyegét az arcán, valamint mechanikus berendezésként szolgált, hogy elváltoztassa a hangját). Layla egy tudós volt az angyalok között, akit megerőszakolt néhány munkatársa, mert féltékenyek voltak a sikereire. Amikor egy másik angyal, Nidhogg a segítségére siet, Layla megsebzi, és őt vádolja meg az erőszakkal. A történtek "tisztátalanná" tették Laylát, ezért bukott angyalnak bélyegezték, Nidhoggot pedig elítélték, és levágták a szárnyait. Bár szerelmes volt Zaphikelbe, nem kaphatta meg, mert Zaphikel Anaellel, Layla legjobb barátnőjével volt.
Mielőtt meggyalázták, Layla tökéletesen hitt a Menny tisztaságában, ami magyarázat Sevotharte későbbi akcióira, hogy megtisztítsa a Mennyet. Miután megbélyegezték és megszégyenítették, odaadta magát Sandalphonnak abban a reményben, hogy tisztán születhet újjá.
Metatron – a Szeráfok Nagyja
Metatron, a Szeráfok Nagyja egy kisgyerek, aki imádja Sevotharteot, és Sevinek szólítja. Számára ő egyfajta anyafigura, és halvány emlékei vannak arról az időről, amikor Sevotharte – még Laylaként – énekelt neki, amíg aludt.
Ikertestvére Sandalphon, aki soha nem létezett más formában, mint hús és rengeteg szemgolyó, a "Bölcsőbe" zárva. Ő is a Seraphita erejének megismétlésére irányuló kísérlet eredménye. Metatronnak nincsenek szárnyai és látszólag hatalma sem, de az ikertestvére lelke benne lakik, és az egyetlen, ami képes megállítani Sandalphon gonoszságát, az Metatron ereje, mivel ő a bilincs, ami elzárja Sandalphont. Hogy megelőzze Sandalphon ébredését, Layla kapszulákat szedetett Metatronnal. Ám amikor Metatron kikerült gondoskodása alól, a feladattal megbízott nővér nem törődött ezzel, és Sandalphon átvette az irányítást Metatron teste felett.
Zaphikel – a Trónusok Nagyja
Zaphikel egy magas rangú angyal, miközben egy lázadó csoport, az Anima Mundi vezetője, aminek legfőbb célja, hogy megbuktassa Sevothtarteot. Beleszeretett Anaelbe, de amikor Sevothtarte tudomására jutott a kapcsolatuk, megölette Anaelt Zaphikellel. Később arra ítélték, hogy öngyilkosságot kövessen el – ez egy próba volt, hogy sebhely maradjon a nyakán. Adam Kadmon vakította meg, amikor megjelent, hogy megmentse Zaphikelt. Zaphikel asszisztense Raziel, akiről nem is sejti, hogy a fia.
Amikor kiderült, hogy ő az Anima Mundi vezetője, elítélték, és levágták a szárnyait. Bár Raziel betört a cellájába, hogy megmentse, elkésett: Zaphikel addigra ghoullá korcsosult. Halála előtt Adam Kadmon visszaadta a látását, és Zaphikel meglátta halott szerelmének arcát Razielén. Ezután átadta a parancsnokságot Razielnek, aki felemelte a pisztolyát, hogy megölje az örjöngővé vált Zaphikelt.
Uriel – a Föld Angyala, a Halál Angyala
Hajdan egyike volt a hét legnagyobb angyalnak, szárnyai sötétbarnák. Szerelmes volt Alexielbe, és ő volt az, aki a szörnyű büntetésre ítélte. A bánattól félőrülten kitépte a saját hangszálait, hogy vezekeljen a bűnért, amit a szerelme ellen követett el. Úgy érezte azonban, hogy ez nem elég, ezért elhagyta a Mennyet, és Hádészba ment, ahol sárkánytestet formált Nidhoggnak, majd egy testet Kirie lelkének, amikor az megérkezett Hádészba. (Később "Doll"-nak ("Baba") nevezte el.) Készített egy élő-mechanikus testet Katónak is, és a történet előrehaladtával apjaként kezdett viselkedni.
Később, miután elrendezte a gondolatait, egy mechanikus szerkezetet erősített a nyakához, ami felerősítette a torka rezgéseit, és hallható hanggá alakította őket.
Michael – a Tűz Angyala, az Erők Nagyja
Robbanékony természete van, és a legfőbb ismertetőjegye a sárkányt mintázó tetoválás, ami a mellkasától egészen az arca közepéig díszeleg. Két olyan téma van, ami előhozza belőle a leggyilkosabb indulatait: egyrészt a magassága (borzasztóan alacsony) másrészt a bátyja (Lucifer). Michael legjobb barátja Raphael, és általában nem igazán érti, mi folyik körülötte (kivéve egy csata közepén).
Ő a Teremtő második kísérlete a Seraphita erejének szétválasztására (két szárnya van, míg Lucifernek négy.) Később részben megbocsát a bátyjának, amikor Lucifer felfedi előtte, hogy valójában ő, Michael a fény Angyala, nem pedig Lucifer, ahogyan a legtöbben gondolták.
Raphael – a Levegő Angyala, a Hatalmasságok Nagyja
A leghatalmasabb élő gyógyító, és az egyetlen, akinek megvan az ereje, hogy a holtakat visszahozza az életbe.
Kéjsóvár természeténél fogva beleegyezik, hogy feltámassza Szecunát, de csak akkor, ha Szara vele tölt egy éjszakát. Végül is azt hiszi, hogy beleszeretett a lányba, de nem üldözi a szerelmével, mert tudja, hogy Szara Szecunát szereti. Később rádöbben, hogy igaz szerelme valójában Barbiel, a helyettese. Az Etenamenkinél folyó csatában minden erejét felemészti, hogy megmentse őt, ezért tíz évre hibernálják, hogy regenerálódjon.
Gabriel – a Víz Angyala, a Kerubok hajdani Nagyja
Sevothtarte mesterkedésének köszönhetően Gabriel öntudatlan állapotba került, és a Víz Kertjébe zárták. A lelke arra kényszerült, hogy Alexiel őrangyalaként Mudó Szara testébe reinkarnálódjon, mivel Sevothtarte a hatalmi törekvéseinek gátját látta benne.
Egyike azon keveseknek, akik látják a grigorikat. Gabriel szánta őket a szenvedésükért, és megsiratta reménytelen helyzetüket.
Raziel – Zaphikel jobbkeze
Az Arkangyalok Kutatóközpontjába pályázó jelölt, aki Zaphikelnek dolgozik. I-child, azaz két angyal tiltott szerelmének gyümölcse, és mielőtt Zaphikel megmentette, brutális kísérleteknek vetették alá. A legtöbb I-childdal ellentétben (akiket "nyulaknak" hívnak vörös szemeik miatt) azonban Raziel szemei csak akkor váltanak vörösbe, ha használja az asztrál-erőit. Raziel képes érzékelni és manipulálni mások érzelmeit.
Raziel nem is sejti, hogy ő Zaphikel fia. Zaphikel halála után ő vezeti tovább az Anima Mundit, és megpróbál szövetkezni a Pokol erőivel Rosiel ellen, de Belial nyíltan elutasítja.
Kirie – Rosiel szövetségese
Az Arkangyalok Kutatóközpontjának hajdani jelöltje. Szerelmes Rosielbe, mert gyönyörűnek találja, és mert – Rosiel hazugságainak köszönhetően – úgy érzi, ő az egyetlen, aki megérdemli a szerelmét.
Kirie titokban leszállt a Földre, hogy segítsen Rosielnek Szara meggyilkolásában. Naiv és lobbanékony természetéből adódóan nem hallgatott Katanra, aki megpróbálta figyelmeztetni Rosiel valódi, manipulatív természetére, és amikor Alexiel felébred Szecunában Szara halála után, és elpusztítja a világot, az energiarobbanásba belehal.

### Démonok
Lucifer
A Pokol Ura, a bukott angyal Lucifel. Mikor őt és társait Isten kiűzte a Mennyből, a Pokol földjére menekültek. Lucifer egyesítette a testét a Pokol földjével, hogy az élhetőbbé váljon. Istentől megtudta, hogy ez is tervének része volt, hogy Lucifel fellázadjon, hiszen Isten mellett szükség volt egy negatív erőre is az univerzumban. Lucifer ezért elhatározta, hogy megöli Alexielt de közben szerelmes lett belé. Mikor meg akarta szöktetni Édenből elfogták és lelkét a Nanacuszaja nevű kardba zárták és törölték minden emlékét. Később Alexiel megszerezte a kardot és számos csatában használta. Miután Alexielt örökös reinkarnációra kárhoztatták Nanacuszaja évszázadokon át követte olyan emberi testeket megszállva akik már a halálukon voltak. Utolsó emberi alakja Kira Szakuja volt. Mikor Rosiel megölte Szakuját Lucifer felébredt.
Kurai (九雷; Hepburn: Kurai)
Szinkronhangja: Mijamura Júko  (japán), Veronica Taylor (angol)
A 14. és utolsó hercegnője a Gehenna királyi családnak. Képes parancsolni a három sárkányistennek akiket az evilek imádnak. Alexiel mentette meg az életét mikor az angyalok mészárlást rendeztek a Gehenna királyságban. Mikor Alexielt örök reinkarnációra kárhoztatták, Kurai elrabolta a kristályt, amibe Alexiel testét zárták és leszállt a Földre, hogy a lelkét is megtalálja. Először csak emiatt érdekelte Szecuna sorsa, de később szerelmes lett belé.
Arachne (紫羅九音; Hepburn: Arakune) az igazi neve ismeretlen
Szinkronhangja: Aszano Majumi  (japán), P.M. Lewis (angol)
Arachne Kurai bátyja, a trón várományosa. Mikor Gehennát lerohanták az angyalok, kiderült, hogy családja csak felhasználta őt, hogy megvédjék a valódi örököst, Kurait. Haragjában eladta a lelkét Lucifernek a Bolond Kalapos közvetítésével, aki egy pók-démont ültetett belé. Arachne Kurai transzvesztita kuzinjának adta ki magát, hogy ha elérkezettnek látja az időt megölje húgát. Végül azonban túlságosan megszerette őt és feláldozta saját életét, hogy megmentse Kurait.
Voice (ボイス; Hepburn: Boisu; Zaj)
Nesz ikertestvére. Zaj egy fiatal vámpír, csak egy szárnya van. Szerelmes Kuraiba, ezért féltékenységből, valamint az emberek és angyalok iránti gyűlölete miatt ki nem állhatta Szecunát. Zaj volt a felelős Szecuna testének haláláért miközben az Hádészban volt, ezért lelke Alexiel testébe tért vissza sajátja helyett. Miután Szecuna megmentette az életét, belátta, hogy valóban ő a Messiás. Zajt Arachne gyilkolta meg mikor felfedezte Arachne Lucifer oltárát a palotában.
Noise (ノイズ; Hepburn: Noizu; Nesz)
Zaj ikertestvére. Fiatal vámpír és akárcsak testvérének, neki is csak egy szárnya van. Testvére halála után levágta a haját és követte Szecunát a Pokolba, hogy visszahozzák Kurait.
Abaddon herceg
Hatalmas, sárkányszerű lény. Aki csak ránéz azonnal szörnyethal. Nemes vérből származik, mégsi láncokra kötve egy tömlöcben raboskodik a Pokolban Astaroth felügyelete alatt. Mikor Kurai menekülni akart a Pokolból véletlenül bejutott a tömlöcébe és Abaddon valamiért az anyjának tekintette. Ez a kötődés annyira erős volt, hogy Abaddon feláldozta az életét, hogy megvédje Kurait.

#### Hét főbűn
Bolond Kalapos (Belial/Beliel (ベリアル; Hepburn: Beriaru))
A Hét Sátán egyike a "büszkeség" bűnével. Az igazi neve Belial, egykor a Virtusok közé tartozott. A Bolond Kalapos gyűjti össze a 999 "feleséget" Lucifer számára, akibe szerelmes. Nem nélkül született, de mikor nemi jellege kezdett kialakulni, különböző szerekkel elfojtotta azokat.
Astoreth (Astaroth (アスタロト; Hepburn: Asutaroto) és Astarte (アスタロテ; Hepburn: Asutarote))
A Hét Sátán egyike a "lustaság" bűnével. Egykor a trónállók közé tartozott. Isten egyik kísérletének a terméke mely során megpróbált teremteni egy új Adam Kadmont. Astarothot és nővérét Astartét egy testbe zárta, ami lassan a tébolyba üldözte őket. Mikor bukott angyallá vált, Lucifer elválasztotta őket egymástól, hogy mikor az egyikük használja a testet a másik lelke egy kígyóba költözik. Mikor Abaddon halálosan megsebesítette Astartét, az megölte a kígyót, amibe lelke költözött volna. Így saját életét feláldozva megmentette Astarothot és meghagyta neki a testüket.
Asmodeus (アスモデウス; Hepburn: Asumodeusu)
A Hét Sátán egyike a "bujaság" bűnével. Egykor kerub volt. Szerelmes a Bolond Kalaposba, de ez a szerelem viszonzatlan mivel a Kalapos Luciferbe szerelmes. Asmodeusnak három feje van; egy ember, egy bika és egy bárány. Asmodeus segített Setsunának kiszabadítani Kurait, hogy bosszút álljon a Kalaposon.
Mammon
A Hét Sátán egyike a "kapzsiság" bűnével, egykor ő is angyal volt. Nem játszik fontosabb szerepet a manga történetében.
Beelzebub
A Hét Sátán egyike a "falánkság" bűnével, egykor szeráf volt. Nem játszik fontosabb szerepet a manga történetében.
Leviathan
A Hét Sátán egyike, az "irigység" bűnével. Nem játszik fontosabb szerepet a manga történetében.
Barbelo (バルベロ; Hepburn: Barubero)
A Hét Sátán egyike, a "harag" bűnével. Lucifer felesége és Abaddon anyja. Barbelo egykor Baal néven angyal volt. Az első nagy csata során Michael és Lucifer közé állt, és Michael súlyosan megsebesítette. A harc után Lucifer megtette őt a Hét Sátán egyikévé. A Michael által ejtett vágás még mindig látható rajta.

### Egyéb szereplők
NidHogg (废龙)
Egykor tudós volt a Mennyben, Layla és Anael munkatársa. Szerelmes lett Laylába, de szerelme viszonzatlan maradt. Mikor Laylát megerőszakolták Layla azt állította, hogy ő is egyike volt az erőszaktevőknek. Levágták a szárnyait, és mikor halála után megérkezett az Alvilágba Uriel megsajnálta és egy sárkány testét adta neki. Segítette Setsunát Alvilági kalandja során és megkérte, hogy keresse meg Laylát és egy pikkelyét adja át neki annak jeléül, hogy megbocsátott neki (a pikkely később zenedobozzá voltozott, ami Layla énekhangját játszotta).
Enra-Ou (閻羅王)
Minden valaha élt és meghalt ember tudatát magában foglaló lény, Hádész ura. Próbára tette Szecunát, hogy megtudja valóban ő a Messiás. Katót akarta felhasználni, hogy megölje Szecunát, de Kató átállt Szecuna oldalára. A velük vívott csata során rengeteg lelket elvesztett.
Dóru (ドール; Hepburn: Dōru; Baba)
Egy mesterséges ember, amit Uriel készített, hogy társa legyen Hádészban. Baba Kirie lelkét hordozza magában, míg külseje, ironikus módon, nagyon hasonlít Szaráéra, akit ő ölt meg. Nincsenek emlékei előző életéről, nagyon ragaszkodik Urielhez és hűségesen szolgálja.
YHWH (神)
YHWH egy lény ami "valahonnan máshonnan" érkezett. Nincs igazi fizikai teste, Entemankiben mint egy hatalmas számítógép-robot jelenik meg. Az egész univerzumot azért teremtett, hogy teszteljen egy egyenletet amit ő álmodott meg, és nem érdekli a benne lakók sorsa. Azért teremtette Adam Kadmont, hogy helyettesítse, amikor ő "alszik".

## Az OVA
Az OVA a manga a Földön játszódó részét dolgozza fel, vagyis nagyjából az első három kötet tartalmán alapszik. A három részt külön-külön 2000-ben adták ki DVD és VHS formátumban, majd 2001-ben egyben.
Mivel a manga további köteteinek adaptálását nem tervezték a történetet meglehetősen leegyszerűsítve vették át. Több szereplőt illetve jelenetet kihagytak az eredeti történetből. Fontosabb eltérések az OVA-ban a mangához képest, hogy Ruri, Raziel, Zaphikel és Kirie nem szerepelnek benne. Jeleneteiket kihagyták, illetve Kirie esetében egy részét Katanra írták át.

### Epizódlista
| # | Epizód címe                                    | Első japán sugárzás |
| - | ---------------------------------------------- | ------------------- |
| 1 | -ENCOUNTER- Kaigó (邂逅; Hepburn: Kaigō)       | 2000. május 25.     |
| 2 | -AWAKENING- Kakuszei (覚醒; Hepburn: Kakusei)  | 2000. július 25.    |
| 3 | -REGENERATION- Tenszei (転生; Hepburn: Tensei) | 2000. augusztus 25. |

## Zene
Angel Sanctuary Original Soundtrack (「天使禁猟区」オリジナルサウンド・トラック)

Az album az első 4 dráma CD-n hallható aláfestő számokat gyűjti össze. 1999-ben jelent meg, majd 2004-ben újból kiadták.
| #   | szám címe (eredeti)                | szám címe (angol)                     |
| --- | ---------------------------------- | ------------------------------------- |
| 1.  | 序章                               | Prelude                               |
| 2.  | 薔薇の失墜-SANCTUS-                | The Fall of Roses-SANCTUS -           |
| 3.  | 無機天使                           | Inorganic Angel                       |
| 4.  | PAUL&LIESE                         | Paul and Liese                        |
| 5.  | 苦悩                               | Trouble                               |
| 6.  | 静かな悲しみ                       | Silent Sorrow                         |
| 7.  | 翠雀の心                           | Ruris Heart                           |
| 8.  | 悲嘆                               | Sorrowful Sigh                        |
| 9.  | 黒耀石                             | Black Ruby                            |
| 10. | 至高                               | Supreme                               |
| 11. | STELLA MARY                        | STELLA MARY                           |
| 12. | 静謐な哀しみ                       | Silent Mourning                       |
| 13. | 荘厳                               | Solemnity                             |
| 14. | 天空の罠                           | The Ones In The Sky                   |
| 15. | 壮絶                               | Splendour                             |
| 16. | アストラル                         | Astral                                |
| 17. | 覚醒                               | Awaken                                |
| 18. | 太古の神秘                         | Ancient Secret                        |
| 19. | ゲヘナ荒廃                         | Gehenna Ruins                         |
| 20. | 残酷な攻略                         | Cruel Tactics                         |
| 21. | 再生の神秘                         | Secret Of Rebirth                     |
| 22. | 悲哀                               | Sorrow                                |
| 23. | 神龍召喚                           | Dragon Summon                         |
| 24. | 追想                               | Reflexion                             |
| 25. | 絶望の果て                         | End Of Despair                        |
| 26. | 恐怖                               | Fear                                  |
| 27. | 激しき情熱                         | Burning Passion                       |
| 28. | ジブリール                         | Jibrille                              |
| 29. | 転生の悲劇                         | Tragedy Of Rebirth                    |
| 30. | 輝かしき天使                       | The Glorious Angel                    |
| 31. | ロシエルとカタンの絆               | Rociel and Katans Ties                |
| 32. | 最後は天使と聴く沈む世界の翅の記憶 | Hear The Memories Of The Fallen World |

Angels Sanctuary OVA Soundtrack (天使禁猟区 サントラ)

A 2000-ben megjelent album az OVA zenéjét tartalmazza.

## Mitológiai és történelmi hatások
A Tenshi Kinryouku döntő részben a zsidó-keresztény hitvilág elemeire és motívumaira épül, de ugyanígy megtalálhatók benne a buddhizmus, a germán és görög mitológia, valamint különböző ezotériák tanai és elemei is.
A zsidó-keresztény hitvilág valamint a kabbala szinte az egész művet áthatja. Innen származik a legtöbb szereplő neve és a manga egész világának felépítése.
Alexiel gyötrelmes, egymást követő reinkarnációja buddhista motívum.
Hádész, az Alvilág, nevében a görög mitológiához kötődik, környezetében és elemeiben azonban a germán mitológiát tükrözi (az Yggdrasil, Nid Hogg).
Alexiel rettegett kardja, a Nanatsusaya, valójában Japán egyik nemzeti kincse (Chiljido).
Ezeken felül még számos klasszikus mese hatása is felfedezhető a műben. Ilyen például a Bolond Kalapos karaktere, ami Lewis Carroll Alice Csodaországban című meséjéből származik.

## Magyarul
- Angyalok menedéke. Ásziá, az anyagi világ, 1-5.; ford. Oroszlány Balázs; Delta Vision, Bp., 2008–2012
  - 1. Elektronikus angyal; 2008
  - 2. Síró játék; 2008
  - 3. Bűnösök; 2008
  - 4. Alászállás; 2009
  - 5. Hádész; 2012